# مدرسه کسب و کار داردن در دانشگاه ویرجینیا
مدرسه کسب و کار داردن مرتبط با دانشگاه ویرجینیا در Charlottesville، ویرجینیا است و در مقاطع MBA و Ph.D به تربیت دانشجو می‌پردازد. این مدرسه در سال 1955 تأسیس شد و به نامکلگیت وایتهد داردن جونیور، نماینده سابق کنگره، فرماندار ویرجینیا و رئیس سابق دانشگاه نام گذاری شد. داردن در محوطه دانشگاه ویرجینیا در شارلوتزویل واقع شده‌است. این مدرسه یکی از برجسته‌ترین مدارس کسب و کار است که از روش مطالعهٔ موردی به عنوان تنها روش تدریس خود استفاده می‌کند. رئیس این مدرسه، مدیر سابق McKinsey & Company Scott C. Beardsle می‌باشد.e
دانشجویان این مدرسه فرصت مطالعاتی در خارج از ایالات متحده را دارند و می‌توانند در برنامه‌های آشنایی با کشورها که از سوی داردن ارائه می‌شود شرکت کنند. بخشی از این برنامه‌ها به لطف هدیه ۱۵ میلیون دلاری خیرخواه و اهدا کننده، فرانک باتن تأمین می‌شود. مدارس زیر در برنامه تبادل داردن شرکت می‌کنند:
- دانشگاه پکن، چین
- دانشگاه هیتوتسوباشی، ژاپن
- HEC پاریس، فرانسه
- دانشگاه بوکونی، ایتالیا
- دانشگاه علم و صنعت هنگ کنگ، هنگ کنگ SAR
- دانشکده تجارت هند، هند
- دانشکده بازرگانی IESE، اسپانیا
- مدرسه بازرگانی ملبورن، استرالیا
- دانشگاه سنت گالن، سوئیس
- دانشگاه ملی سئول، کره جنوبی
- دانشکده اقتصاد استکهلم، سوئد

## رتبه‌بندی‌ها
داردن به‌طور مرتب در زمره ۱۵ مدرسه برتر کسب و کار در ایالات متحده و ۳۰ مدرسهٔ برتر جهان قرار دارد. رتبه‌بندی فعلی آن به شرح زیر است:

### رتبه‌بندی MBA
- شماره 5 Bloomberg Businessweek 2019[۱۵]
- شماره ۱۲ اخبار و گزارش جهانی ایالات متحده 2019[۱۶]
- شماره 13 Forbes 2019[۱۷]
- شماره ۱۶ (آمریکای شمالی) - اکونومیست ۲۰۱۹
- # ۱۶ (جهانی) - اکونومیست 2019[۱۸]

### رتبه‌بندی تخصصی MBA
- شماره ۱ بهترین استادان - بررسی پرینستون 2019[۱۹]
  - شماره 2 بهترین MBA برای مشاوره - بررسی Princeton 2019
  - # 2 بهترین MBA برای مدیریت - بررسی Princeton 2019
  - # 4 بهترین محیط دانشگاه - بررسی پرینستون ۲۰۱۹ 
  - شماره 6 کارآفرینی - بررسی پرینستون برای مجله کارآفرین 2019[۲۰]
- # 1 تجربه آموزش در ایالات متحده - The Economist 2019[۱۸]
- # 1 مسئولیت اجتماعی شرکت - Financial Times 2019[۲۱]
- # 1 مدیریت عمومی - Financial Times 2016
- # 2 یادگیری - Bloomberg Businessweek 2019[۲۲]
- # ۱۱ رتبه خدمات شغلی - Financial Times 2019

### رتبه‌های دوره‌های اجرایی
- شماره ۱ طراحی دوره (جهانی) - Financial Times 2003-2010[۲۳]
- # ۱ دانشکده (جهانی) - Financial Times 2004-2011[۲۴]
- امکانات 7 (جهانی) - Financial Times 2019[۲۵]
- # ۲۰ برنامه ثبت نام آزاد (جهانی) - Financial Times 2019
- # ۵۲ برنامه سفارشی (جهانی) - Financial Times 2019

## فارغ التحصیلان برجسته
لیست فارغ التحصیلان داردن شامل موارد زیر است:
- کیتی بیسبی (MBA '04)، مدیر ارشد بازاریابی، DonorsChoose.org
- هلن بودرو (MBA '93)، COO، م Billسسه تحقیقات پزشکی بیل و ملیندا گیتس
- جان اچ برایان (MBA '60)، مدیر عامل و رئیس سارا لی از ۱۹۷۶ تا ۲۰۰۱
- Veneka Chagwedera (MBA '13)، بنیانگذار، Nuri Inc.
- رابرت سیترون (MBA '90) بنیانگذار مدیریت سرمایه دیسکاوری
- جورج دیوید (MBA '67)، مدیر عامل و رئیس شرکت United Technologies
- گرگ ارگنبرایت (MBA '93)، رئیس، شرکت آسانسور شیندلر.
- جان فاولر (MBA '84)، معاون رئیس بانکداری سرمایه‌گذاری، ولز فارگو
- بیل هاوکینز (MBA '82)، رئیس سابق و مدیر عامل شرکت Medtronic Inc. مدیر عامل شرکت Immucor Inc.
- Robert J. Hugin (MBA '85)، مدیر عامل شرکت Celgene
- داگ لبدا (MBA '14)، بنیانگذار / مدیر عامل، LendingTree
- لیز لینچ (MBA '84)، مدیر ارشد، Evercore
- بن ماکوواک (MBA '07)، بنیانگذار، همکاران بانک ارزش استراتژیک
- مارسیا مائو (MBA '15)، مدیر مدیریت نمونه کارها، Zenity Capital
- لوئیس مک آنتایر (MBA '95)، مدیر جنرال موتورز
- مارتینا هوند-مژان (MBA '88)، مدیر مالی قبلی، مسترکارت در سراسر جهان
- جری نمورین (MBA '08)، بنیانگذار و مدیرعامل، لندستریت
- لوئیس اف پین، جونیور (MBA '73)، نماینده سابق کنگره ویرجینیا
- جری پنگ (MBA '03)، مدیر عامل و رئیس سابق، Tranlin Inc.
- اسکات پرایس، (MBA / MA '90)، مدیر ارشد استراتژی و تحول، UPS
- استیون راینموند (MBA '78)، مدیر عامل سابق و رئیس PepsiCo.
- مایرا روچا (GEMBA '16)، رئیس پروژه M Media Corp.
- هوگو رودریگز (MBA '92)، کاردار، سفارت آمریکا در پاراگوئه
- مارک سنفورد (MBA '88)، فرماندار سابق کارولینای جنوبی
- مری بکل سرل (MBA '86)، مدیر عامل، شرکای اندیشه استراتژیک
- استیون سیلبیگر (MBA '90)، نویسنده، MBA ده روزه، چاپ چهارم، هارپر کالینز
- Rhonda Smith (MBA '88)، بنیانگذار و مدیر عامل شرکت، شریک سرطان پستان
- سوزان سوبوت (MBA '90)، رئیس سابق پرداخت‌های شرکت‌های جهانی، American Express
- جان استرانگفلد (MBA '77)، رئیس و مدیرعامل، Prudential Financial
- مارک بی. تمپلتون (MBA '78)، رئیس و مدیر عامل شرکت Citrix Systems Inc.
- لیلو اوکروپ (MBA '89)، مدیر شریک، Corrugated Partners LLC
- کوین واترز (MBA '94)، مدیر عامل سابق، خدمات کارت تعقیب
- کارن یلیک (MBA '81)، مدیر عامل، واقع در آفریقا
- ویویان یو (MBA '03)، مدیر تحرک شهری، جنرال موتورز چین

## لیست روسای دانشکده
| ردیف | رئیس                         | مدت، اصطلاح               |
| ---- | ---------------------------- | ------------------------- |
| ۹    | اسکات سی بردسلی              | ۲۰۱۵–۲۰۲۵                 |
| ۸    | رابرت اف. برونر              | ۲۰۰۵–۲۰۱۵                 |
| ۷    | رابرت اس. هریس               | ۲۰۰۱–۲۰۰۵                 |
| ۶    | ادوارد آدامز 'تد' اسنایدر    | ۱۹۹۸–۲۰۰۱                 |
| ۵    | لئو ایگناتیوس هیگدون، جونیور | ۱۹۹۳–۱۹۹۷                 |
| ۴    | جان دبلیو روزنبلوم           | موقت ۱۹۸۲–۱۹۸۳، ۱۹۸۳–۱۹۹۳ |
| ۳    | رابرت د. هایگ                | ۱۹۸۰–۱۹۸۲                 |
| ۲    | چارلز استوارت شپارد          | ۱۹۷۲–۱۹۸۰                 |
| ۱    | چارلز کورتز ابوت             | ۱۹۵۴–۱۹۷۲                 |